# Soeda, Fukuoka
Soeda (添田町 Soeda-machi) là thị trấn thuộc huyện Tagawa, tỉnh Fukuoka, Nhật Bản. Tính đến ngày 1 tháng 10 năm 2020, dân số ước tính thị trấn là 8.801 người và mật độ dân số là 67 người/km2. Tổng diện tích thị trấn là 132,20 km2.

## Địa lý

### Khí hậu
| Dữ liệu khí hậu của Soeda, Fukuoka       | Dữ liệu khí hậu của Soeda, Fukuoka | Dữ liệu khí hậu của Soeda, Fukuoka | Dữ liệu khí hậu của Soeda, Fukuoka | Dữ liệu khí hậu của Soeda, Fukuoka | Dữ liệu khí hậu của Soeda, Fukuoka | Dữ liệu khí hậu của Soeda, Fukuoka | Dữ liệu khí hậu của Soeda, Fukuoka | Dữ liệu khí hậu của Soeda, Fukuoka | Dữ liệu khí hậu của Soeda, Fukuoka | Dữ liệu khí hậu của Soeda, Fukuoka | Dữ liệu khí hậu của Soeda, Fukuoka | Dữ liệu khí hậu của Soeda, Fukuoka | Dữ liệu khí hậu của Soeda, Fukuoka |
| Tháng                                    | 1                                  | 2                                  | 3                                  | 4                                  | 5                                  | 6                                  | 7                                  | 8                                  | 9                                  | 10                                 | 11                                 | 12                                 | Năm                                |
| ---------------------------------------- | ---------------------------------- | ---------------------------------- | ---------------------------------- | ---------------------------------- | ---------------------------------- | ---------------------------------- | ---------------------------------- | ---------------------------------- | ---------------------------------- | ---------------------------------- | ---------------------------------- | ---------------------------------- | ---------------------------------- |
| Cao kỉ lục °C (°F)                       | 20.4 (68.7)                        | 23.7 (74.7)                        | 25.5 (77.9)                        | 29.9 (85.8)                        | 32.6 (90.7)                        | 35.9 (96.6)                        | 37.2 (99.0)                        | 37.8 (100.0)                       | 35.5 (95.9)                        | 33.2 (91.8)                        | 26.5 (79.7)                        | 23.4 (74.1)                        | 37.8 (100.0)                       |
| Trung bình ngày tối đa °C (°F)           | 9.0 (48.2)                         | 10.5 (50.9)                        | 14.2 (57.6)                        | 19.8 (67.6)                        | 24.7 (76.5)                        | 27.1 (80.8)                        | 31.0 (87.8)                        | 32.0 (89.6)                        | 28.0 (82.4)                        | 22.8 (73.0)                        | 17.0 (62.6)                        | 11.4 (52.5)                        | 20.6 (69.1)                        |
| Trung bình ngày °C (°F)                  | 4.7 (40.5)                         | 5.6 (42.1)                         | 8.8 (47.8)                         | 13.8 (56.8)                        | 18.5 (65.3)                        | 22.0 (71.6)                        | 25.9 (78.6)                        | 26.5 (79.7)                        | 22.6 (72.7)                        | 17.2 (63.0)                        | 11.8 (53.2)                        | 6.7 (44.1)                         | 15.3 (59.6)                        |
| Tối thiểu trung bình ngày °C (°F)        | 0.9 (33.6)                         | 1.2 (34.2)                         | 4.0 (39.2)                         | 8.4 (47.1)                         | 13.1 (55.6)                        | 17.9 (64.2)                        | 22.2 (72.0)                        | 22.5 (72.5)                        | 18.7 (65.7)                        | 12.8 (55.0)                        | 7.5 (45.5)                         | 2.7 (36.9)                         | 11.0 (51.8)                        |
| Thấp kỉ lục °C (°F)                      | −7.5 (18.5)                        | −6.6 (20.1)                        | −5.8 (21.6)                        | −0.8 (30.6)                        | 4.1 (39.4)                         | 7.7 (45.9)                         | 12.6 (54.7)                        | 14.6 (58.3)                        | 7.2 (45.0)                         | 2.2 (36.0)                         | −0.6 (30.9)                        | −4.6 (23.7)                        | −7.5 (18.5)                        |
| Lượng Giáng thủy trung bình mm (inches)  | 79.7 (3.14)                        | 84.8 (3.34)                        | 129.1 (5.08)                       | 142.6 (5.61)                       | 159.8 (6.29)                       | 327.2 (12.88)                      | 364.4 (14.35)                      | 213.8 (8.42)                       | 204.0 (8.03)                       | 100.1 (3.94)                       | 92.8 (3.65)                        | 74.7 (2.94)                        | 1.970,5 (77.58)                    |
| Số ngày giáng thủy trung bình (≥ 1.0 mm) | 11.0                               | 10.4                               | 11.3                               | 10.7                               | 9.8                                | 13.4                               | 13.6                               | 10.9                               | 10.7                               | 7.7                                | 9.1                                | 10.0                               | 128.6                              |
| Số giờ nắng trung bình tháng             | 104.5                              | 117.0                              | 154.6                              | 189.3                              | 201.4                              | 134.2                              | 165.3                              | 194.3                              | 148.9                              | 169.6                              | 135.8                              | 111.0                              | 1.825,9                            |
| Nguồn: Cục Khí tượng Nhật Bản            |                                    |                                    |                                    |                                    |                                    |                                    |                                    |                                    |                                    |                                    |                                    |                                    |                                    |